# Hizbul Islam
Hizbul Islam (en français « parti islamique »), aussi appelé Hisbul Islaami, Hisbi Islam ou Hezb-ul Islam, est un groupe insurgé islamiste de Somalie. Il a été formé par la fusion de quatre groupes islamistes pour combattre le nouveau gouvernement somalien du président Sharif Sheikh Ahmed. Ces quatre groupes sont : l'ARS-A de Hassan Dahir Aweys, Jabhatul Islamiya (le Front islamique), Mu'askar Ras Kamboni (Brigade Ras Kamboni) dirigé par Hassan Abdullah Hersi al-Turki et Muaskar Anole, la milice du clan Harti. Ces groupes avaient pris part à la rébellion islamiste contre l’Éthiopie et le Gouvernement fédéral de transition de Somalie. En décembre 2010, Hisbul Islam fusionna avec Al-Shabbaab. Après un conflit entre les deux groupes, ils se sont de nouveau séparés en septembre 2012. Ainsi Hizbul Islam combat à la fois Al-Shabbaab et l'AMISOM.
Le groupe est souvent comparé aux talibans d'Afghanistan et du Pakistan.
Les membres le composant sont principalement issus des Hawiyé du clan Haber Guedir.

## Histoire

### Origine
Hizbul Islam a été créé en janvier 2009 par la fusion de 4 groupes. Ali Yassin Mohamed comptait parmi ses fondateurs.
Le 7 février 2009, Hizbul annonça qu'il continuerait le combat contre le nouveau gouvernement dirigé par le président Sharif Sheikh Ahmed et les forces de l'Union africaine à Mogadiscio.  Omar Iman Abubakar, le premier président du groupe, déclara que « le soi-disant gouvernement de Sharif Sheik Ahmed n'est pas différent de celui d'Abdullahi Yusuf » et qu'ils continuerait le djihad.
Trois semaines plus tard, il apparait que Hizbul Islam conclut un cessez-le-feu avec le gouvernement fédéral de transition. Cependant, le 1er mars, aucun cessez-le-feu n'a été confirmé, en dépit de l'accord donné par Sharif Ahmed pour un cessez-le-feu et l'acceptation de l'application de la charia.
Omar Iman Abubakar, un officiel de haut rang de la faction érythréenne de l'Alliance pour la relibération de la Somalie, fut initialement nommé président du groupe. Cependant, il démissionna pour permettre à Hasan Aweys d'occuper ce poste. Le 20 décembre 2010, Hizbul Islam fut déclaré dissous par Aweys qui a déclaré s'être rendu à Al-Shabbaab et avoir accepté une fusion des deux groupes.

### Dissension interne en 2009
Les premières luttes de pouvoirs internes du groupe durèrent de mars à mai 2009, deux mois après sa formation. Lors d'une conférence de presse à Mogadiscio, un groupe revendiqua représenter Hizbul Islam et que Mohamed Hassan Ahmed avait remplacé Omar Iman à la tête du groupe. Plusieurs membres importants de Hizbul Islam était présents à cette conférence de presse du 24 mars 2009, dont l'ancien chef de guerre Yusuf Mohammed Siad (Indho Ade). Da'ud Mohamed Abtidon, qui a revendiqué être le nouveau porte-parole du groupe, accusa Omar Iman de refuser l'appel des érudits islamiques pour un cessez-le-feu en échange d'un retrait de l'AMISOM. Yusuf Siad aurait déclaré selon certains que le groupe Hizbul Islam se serait mis d'accord pour que Omar Iman soit destitué car il aurait fait une erreur et aurait violé les lois propres au groupe. Mohamed Hassan Ahmed déclara un cessez-le-feu et entra en négociation pour la mise en œuvre de la charia, le retrait de l'AMISOM et l'admission au gouvernement.
Cependant, Hassan Dahir Aweys, l'un des puissants membres du groupe, rejeta la revendication de Yusuf Siad selon laquelle Oman Iman était destitué. Il déclara que nul ne peut le destituer car il a été nommé par le groupe comme chef. Hassan Aweys décara que Yusuf Siad et les membres du groupes présents à la conférence de presse devaient créer leur propre groupe au lieu de nuire à Hizbul Islam. Avant cela, Omar Iman déclara que Yusuf Siad n'était pas le secrétaire de la défense du groupe.
Ceci entraîna une division de Hizbul Islam, avec un groupe mené par Yusuf Siad et l'autre par Hassan Aweys (et présidé par Omar Iman).
Le 21 avril 2009, Anole et les brigades Ras Kamboni se sont combattus dans un village appelé Abdalla Birole, à 40 km à l'ouest de Kismayo. Ces combats se sont déroulés après que des combattants de Anole aient pris un village appelé Bulo Haji, alors que les brigades Ras Kamboni arrivaient dans le village d'Abdalla Birole. Les combats firent 4 morts et sept blessés.
Le 4 mai, Al-Shabbaab et des membres de la branche principale de Hizbul Islam menée par Hassan Aweys et Omar Iman, attaquèrent une base utilisée par le groupe de Yusuf Siad. Les lieutenants de ce dernier déclarèrent qu'Al-Shabbaab et Hizbul Islam essayaient de prendre les territoires tenus par la milice de Yusuf Siad.
Huit jours plus tard, Yusuf Siad rendit les armes à Hassan Aweys, mettant ainsi fin à la division du groupe. Toutefois il fit défection pour le gouvernement. Le 26 mai, Omar Iman quitta son poste et le confia à Hassan Aweys, alors plus influent au sein du groupe.

### Défaite à face à Al-Shabbaab en 2009-2010
En octobre 2009, le groupe connut une nouvelle division avec une de ses factions combattant Al-Shabbaab. Le groupe s'est rendu aux Shabbaab et l'a intégré en décembre 2010.
Le 1er octobre 2009, un conflit armé entre Hizbul Islam et Al-Shabbaab commença à la suite d'un désaccord entre une faction des brigades Ras Kamboni et Al-Shabbaab sur la gestion de Kismayo. ARS-A et Jabhatul Islamiya, qui était aligné à la position de Al-Shabbaab à Mogadiscio et dans la région de Hiiraan, refusèrent de soutenir les brigades, tandis qu'Anole resta neutre. Ce conflit entraîna aussi des tensions au sein des brigades, avec une faction menée par Ahmed « Madbobe » qui a commencé les combats contre Al-Shabbaab et une faction menée par Hassan « Turki » qui s'est ralliée au Shabbaab. La bataille de Kismayo fut gagnée par les Shebab qui expulsèrent les forces menées par Madbobe. Lors des batailles qui suivirent, en novembre 2009, les forces de Madbobe furent défaites par les Shebaab et leurs alliés locaux et furent forcées de se retirer de la région de Jubbada Hoose et de la majeure partie du sud de la Somalie,. En février 2010, la branche de Hassan Turki a fusionné avec Al-Shabbaab.
Un des principaux combats, s'étant déroulé dans la région de Hiiraan au début de l'année 2010, a été gagné par les Shebab qui prirent le contrôle de la région. Plus tard cette même année, Hizbul Islam fut expulsé de la région de Bay après qu'Al-Shabbaab ait pris le contrôle de Bur Hakab. Peu après, Hizbul Islam fut contraint d'abandonner la ville de Luq aux Shebab après quoi il fut de nouveau annoncé une fusion de Hizbul Islam au Shebab. À partir de la mi-décembre, Al-Shabbaab a commencé à prendre des positions appartenant à Hizbul Islam. Finalement, le 20 décembre 2010, Hizbul Islam s'est officiellement rendu à Al-Shabbaab et une fusion, sous le nom de « Al-Shabaab », fut confirmée par le président de Hizbul Islam Mohammed Osman Arus.

### Séparation de Al-Shabbaab en 2012
Fin septembre 2012, après qu'Al-Shabbaab a subi des pertes militaires et des critiques à la suite de l'assassinat du député Mustafa Haji Maalim, Hizbul Islam annonça sa séparation d'Al-Shabbaab. Cette séparation s'est basée sur une longue opposition idéologique, notamment l'opposition à l'emploi de djihadistes d'origines étrangères. Le porte-parole du groupe a indiqué toujours souhaité le départ de la mission de l'Union africaine de Somalie mais applaudit la mise en place d'un nouveau président et d'un parlement qu'il qualifiait de développement positif.

## Fonctionnement

### Dirigeants des factions
Parmi les dirigeants des factions de Hizbul Islam se trouvent :
- Mohamed Ibrahim Hayle, le chef de Jabhatul Islamiya[24],
- Mukhtar Abu Ali Aisha, le chef de Mu'askar Anole.

### Porte-paroles
Le porte-parole officiel du groupe est Mohamed Moalim.

### Anciens dirigeants
- Omar Iman Abubakar, président de Hizbul Islam jusqu'au 26 mai 2009, date à laquelle il confia la présidence à Hassan Dahir Aweys[8],[9].
- Yusuf Mohammed Siad, seigneur de guerre ancien membre de l'Alliance de relibération de la Somalie (ARS) jusqu'au 17 mai 2009, date à laquelle il entra dans le gouvernement.
- Hassan Abdullah Hersi al-Turki, chef des brigades Ras Kamboni qui se sont séparées de Al-Shabbaab[17],[25].
- Hassan Dahir Aweys, chef de la branche d'Asmara de l'ARS. Devint plus tard le chef spirituel d'Al-Shabbaab[9].

## Sources
- (en) Cet article est partiellement ou en totalité issu de l’article de Wikipédia en anglais intitulé « Hizbul Islam » (voir la liste des auteurs).